# Epidendrum cotacachiense
Epidendrum cotacachiense är en orkidéart som beskrevs av Eric Hágsater och Dodson. Epidendrum cotacachiense ingår i släktet Epidendrum och familjen orkidéer. Inga underarter finns listade i Catalogue of Life.